# Platycerium madagascariense
Platycerium madagascariense là một loài thực vật có mạch trong họ Polypodiaceae. Loài này được Baker mô tả khoa học đầu tiên năm 1876.

## Hình ảnh

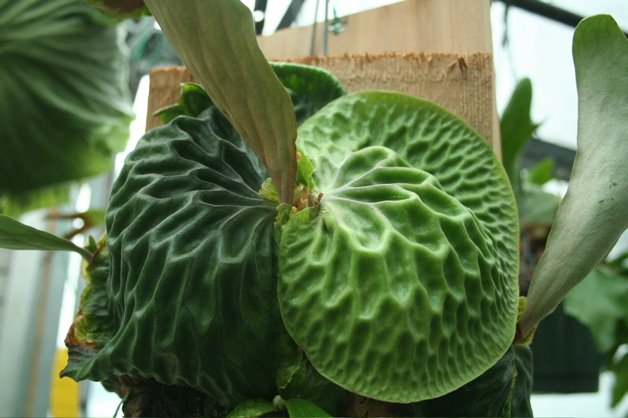